# Comunità ebraica di Oria
(Ahimaaz ben Paltiel, cronaca familiare)

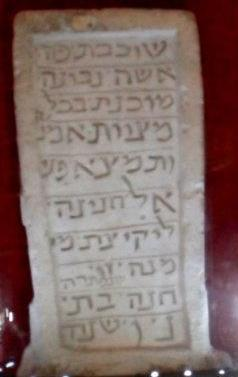
Stele funeraria presso la biblioteca comunale di Oria

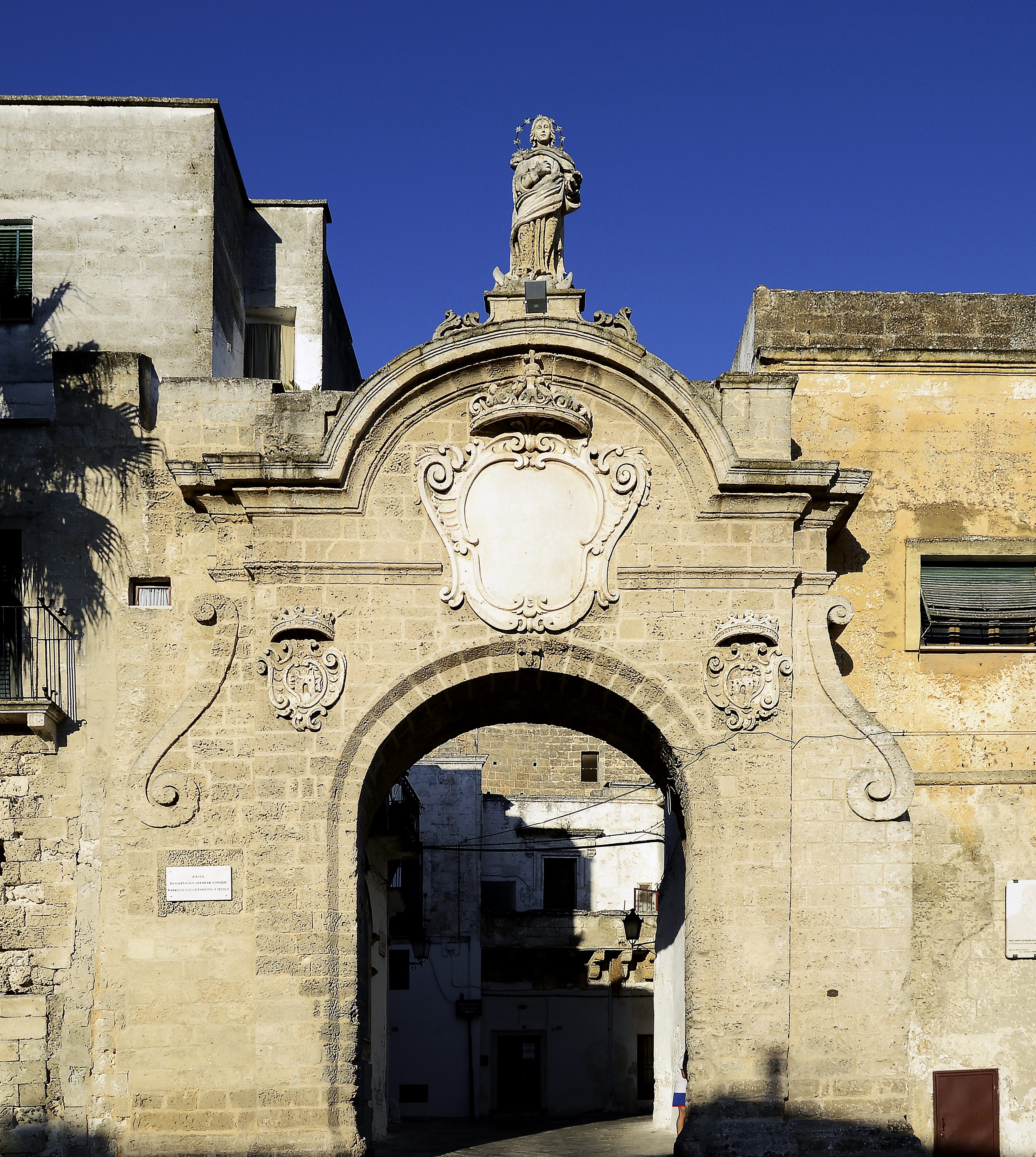
Porta degli Ebrei

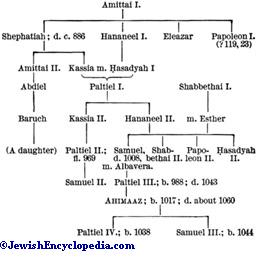
Albero genealogico della famiglia di Amittai

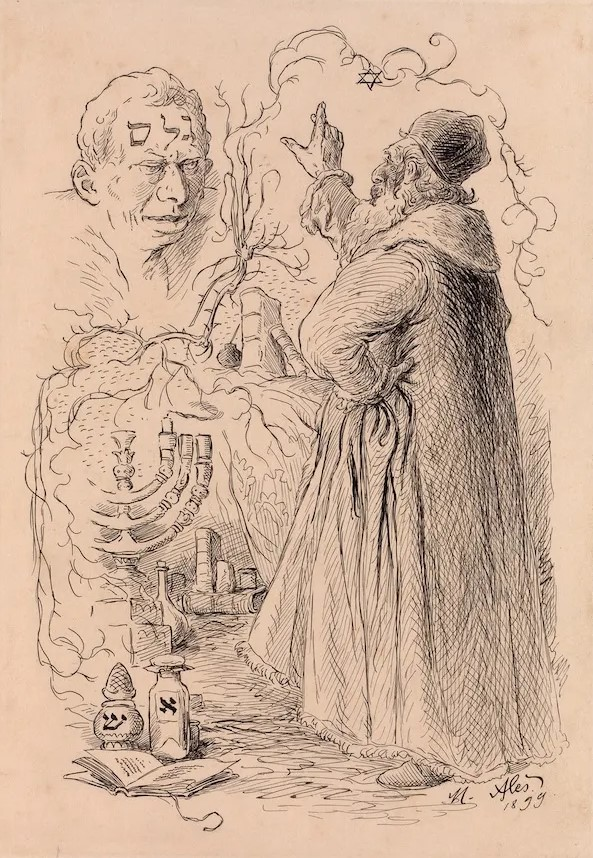
Il Golem

Ahimaaz ben Paltiel, nella sua cronaca medievale, datò l'origine della comunità ebraica di Oria al 70 d.C., al fine di nobilitarne l'origine. La comunità giunse al suo apogeo nel X secolo, quando fu decimata dall'assedio posto alla città da parte di predoni musulmani. La presenza ebraica a Oria fu dunque interrotta sino alla fine del XV secolo, quando un gruppo di famiglie ebree si stabilì in città, esercitando attività di credito.

## Il Medioevo
La fortuna di Oria nel Medioevo, tra VII e X secolo era dovuta soprattutto alla sua sapiente comunità ebraica, tra le più illustri e prestigiose d'Europa, con i suoi filosofi, poeti e medici. I maestri ebrei oritani si distinsero nello studio dei midrashim e della Torah ed attraverso la loro elaborazione dottrinale sono precursori degli studi cabalistici. La comunità di Oria nel X secolo si estinse rimanendo fedele al Talmud di Gerusalemme.
Il figlio più noto di Oria è Shabbetai Donnolo sapiente commentatore biblico del Libro della Creazione, dotto medico aperto al confronto con la cultura cristiana sia di rito romano che greco Donnolo, grazie al suo sapere e alla sua perizia non comune, anticipa l'archiatra, figura tipica del basso medioevo La fama di Donnolo si somma a quella di altri dotti Oritani, prevalentemente payyetanim, tra cui Amittai il Vecchio, Hananeel ben Amittai, Shefatiah ben Amittai, Zevadiah Haimaaz, Amittai ben Shefatiah, e il cronista Ahimaaz ben Paltiel, che si dichiara discendente della prestigiosa famiglia ebraica oritana. Della influente comunità ebraica oritana, resta testimonianza solo il Rione Giudea. e la Porta degli Ebrei. La maggior parte degli ebrei furono comunque uccisi nell'assedio o fatti schiavi e deportati in Sicilia e in Tunisia, lo stesso Donnolo fu fatto prigioniero per poi essere riscattato a Taranto grazie al denaro della sua famiglia. Nel sefer Massa'ot di Beniamino di Tudela, difatti, Oria non è citata, a riprova dell'estinzione dell'antica comunità.
Alla fine del XV secolo, un gruppo di famiglie di ebrei si stabilì a Oria, su richiesta dell'universitas, al fine di dotare la città di un efficiente sistema di credito

## Porta degli Ebrei
Nota anche come Porta Taranto perché da qui ci si dirigeva verso la città ionica, è una delle 3 porte della città (una delle quali non più in situ). Alle spalle della porta degli Ebrei, posta in piazza Shabbetai Donnolo, secondo alcuni, si sviluppava il quartiere ebraico. Al centro della volta troviamo uno scudo araldico in pietra il cui stemma non è più visibile, ai lati due stemmi più piccoli raffiguranti gli emblemi della città.

## Cimiteri
Una necropoli ebraica è stata identificata alla fine degli anni '70 dal prof. Cesare Colafemmina. Dai rinvenimenti epigrafici è probabile l'esistenza di una seconda necropoli ebraica Una stele con epigrafe bilingue in ebraico e in latino è conservata presso la Biblioteca Comunale di Oria, altre fanno parte di collezioni private.
La produzione letteraria di Amittai Il Vecchio ha influenzato il rituale funebre della comunità ebraica brindisina  e di un suo componimento resta traccia anche nel rito funebre della comunità ebraica romana.

## Leggende
Le più antiche leggende dei Oria sono documentate nella letteratura ebraica e sono collegate alla comunità ebraica di Oria. Una è il golem di Oria, un bambino resuscitato dai sapienti ebrei della città nel IX secolo; un'altra, narrata nel XII secolo, è relativa a due Se'Irim rapitrici di infanti. Entrambi gli episodi leggendari sono annotati dal cronista Ahimaaz ben Paltiel.

## Persone legate alla comunità ebraica di Oria
- Ahimaaz ben Paltiel
- Amittai ben Shefatiah
- Shabbetai Donnolo
- Zevadyah